# 農業技術
農業技術（のうぎょうぎじゅつ）とは、農業で用いられる手段・手法のこと。科学的観点からは、生物学的・化学的農業技術(BC技術)と機械的農業技術(M技術)に大きく二分される。
明治時代以降、日本における農業技術の進歩はめざましく、農業・農業経営の成長・発展に大きく貢献してきた。これらの技術進歩は、篤農技術の結晶と言われる明治農法の段階を経て、近代科学・近代工業の発展を基礎にして、農業試験場等の公的試験研究機関、農業関連産業による研究開発活動によって進展されてきた。

## BC技術とM技術
BC技術とは、Biological-Chemical Technologyの略で、種子が発芽し、成長して結実するまでの作物への関与に関する技術をさす。品種改良、肥料や農薬等、流動的生産資材の開発・改良、栽培・飼育技術の向上などに代表されるBC技術は、単位あたりの収量(生産量)の増大や安定化をもたらすと同時に、それらの直接的な効果は経営規模と関係なく現れるという特長をもつ。
一方M技術とは、Mechanical Technologyの略で、農業機械の導入・施設の開発、改良などに代表される。M技術は、単位面積・単位頭数(羽数)あたりの労働時間の節約をもたらすと同時に、それらの直接的な効果は経営規模が大きければ大きいほど有利に作用するという特長をもつ。
日本では、労働が相対的に豊富であった戦前期以前、特に近代的・科学的視点に基づいた農学の導入された明治時代以降においてはBC技術の進歩が顕著であった。そして、労働が相対的に希少になった戦後期においては、特に近年になるほどM技術の進歩が顕著となった。なかでも、農業機械の導入と普及は戦後急速に進行し、1970年代には既に稲作において機械化一貫体系の確立がみられている。